# Ministerium Townshenda

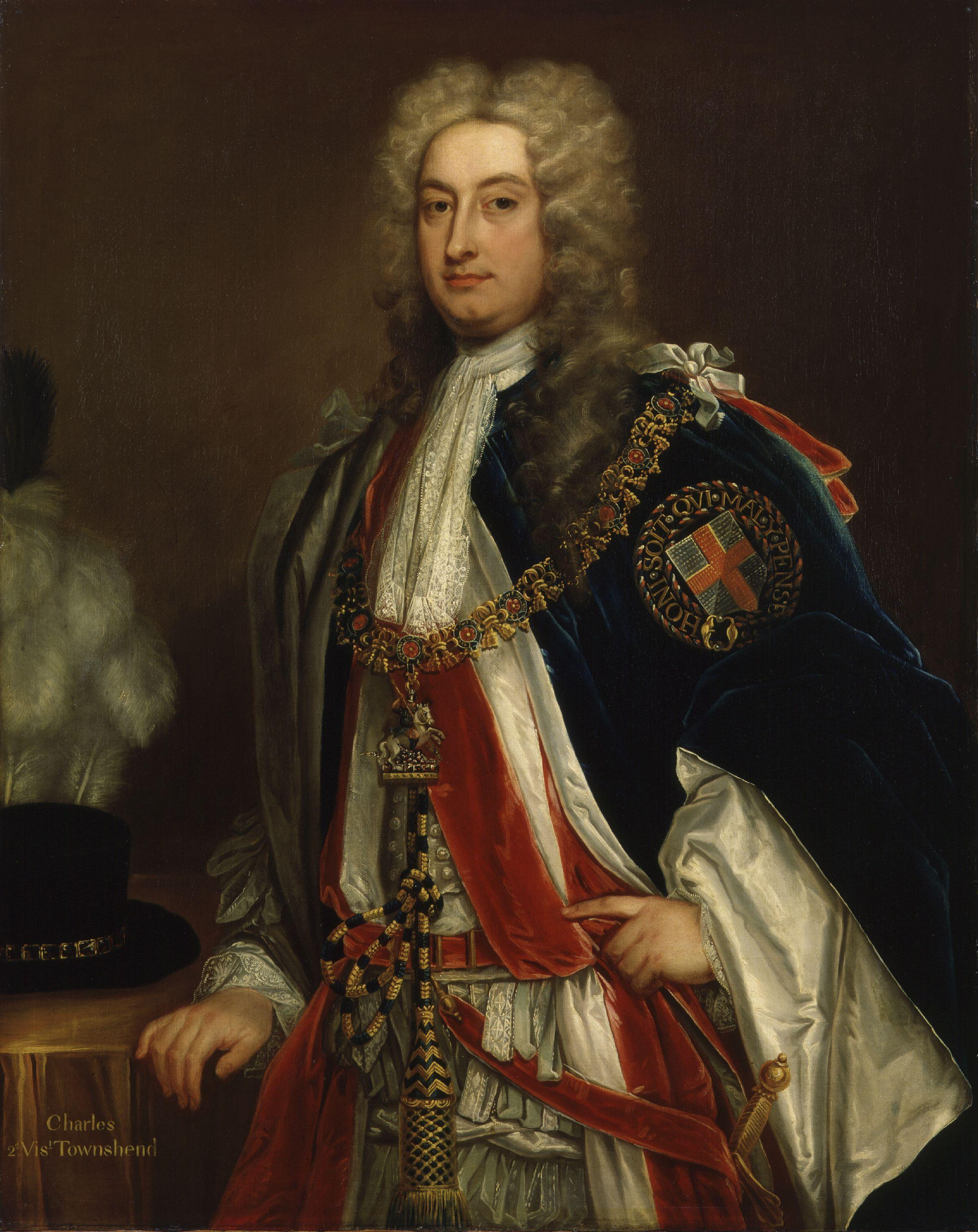
Wicehrabia Townshend, minister północnego departamentu, lord namiestnik Irlandii

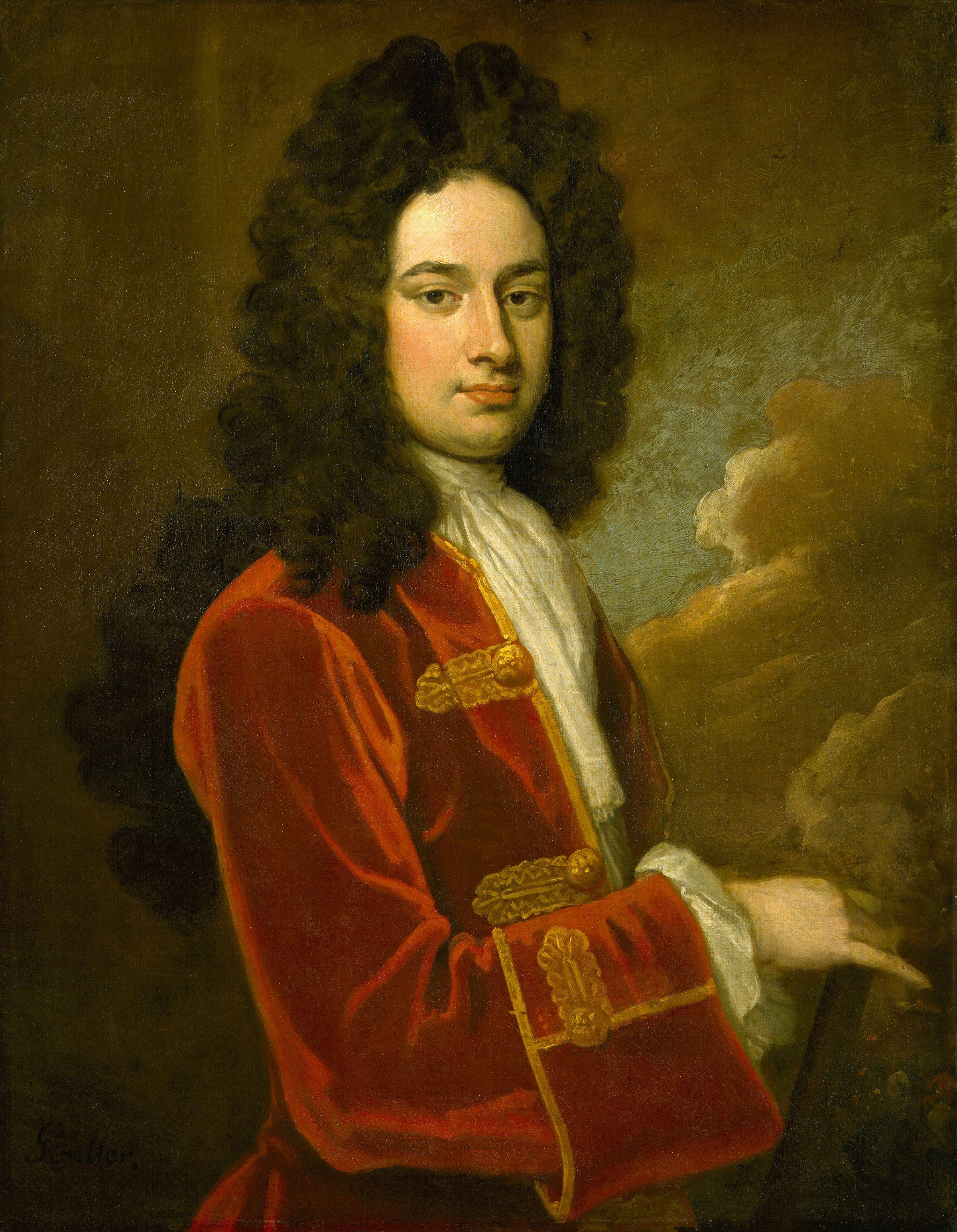
James Stanhope, minister południowego departamentu, minister północnego departamentu

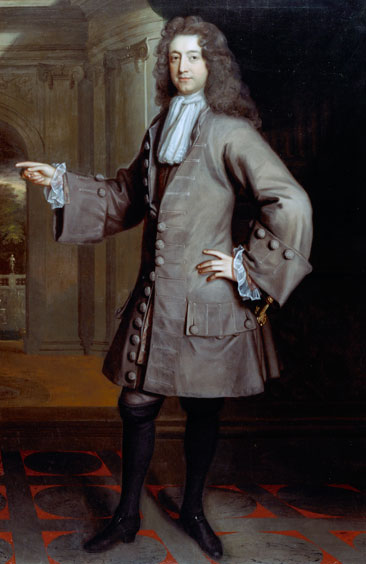
Baron Cowper, lord kanclerz

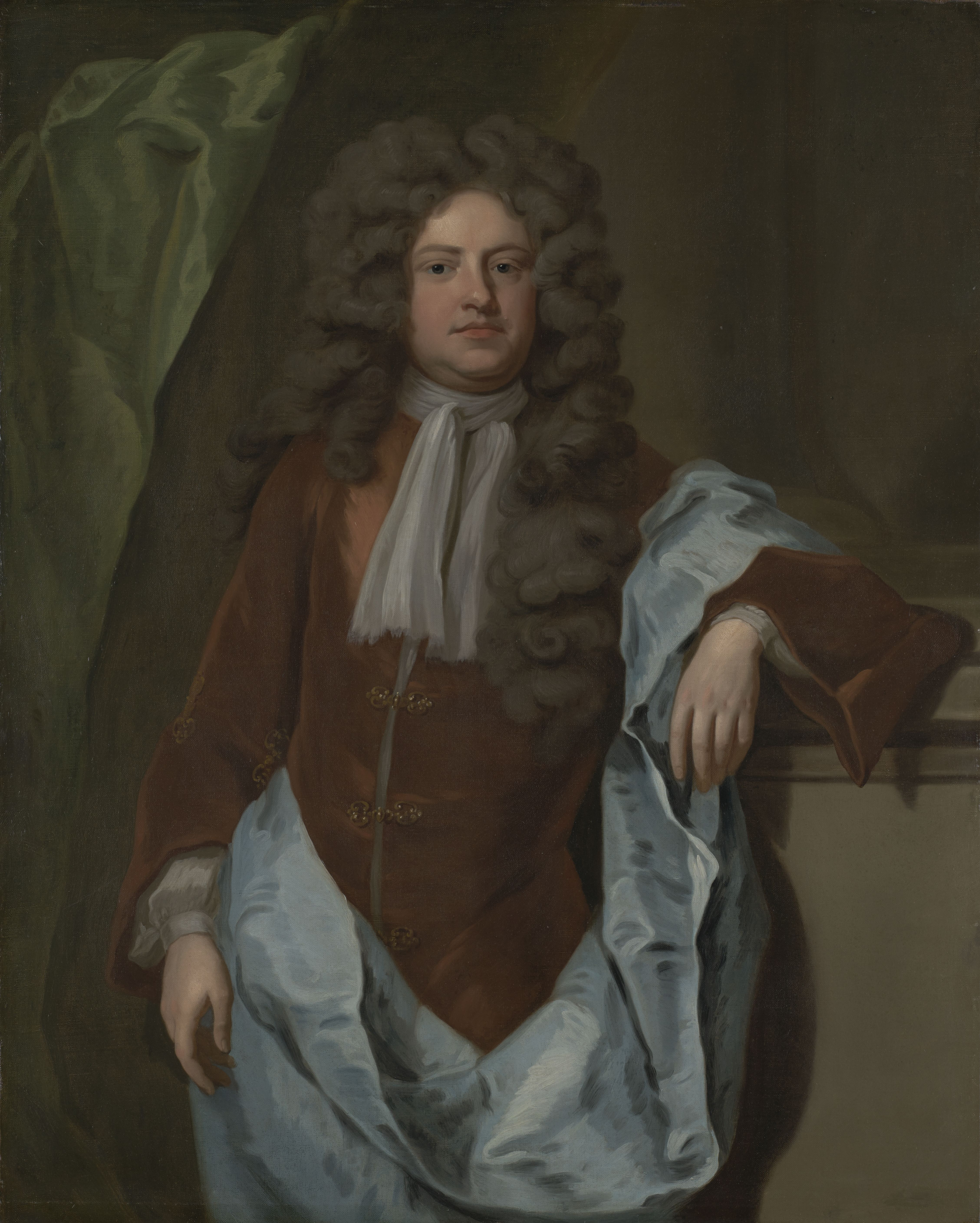
Hrabia Halifax, pierwszy lord skarbu

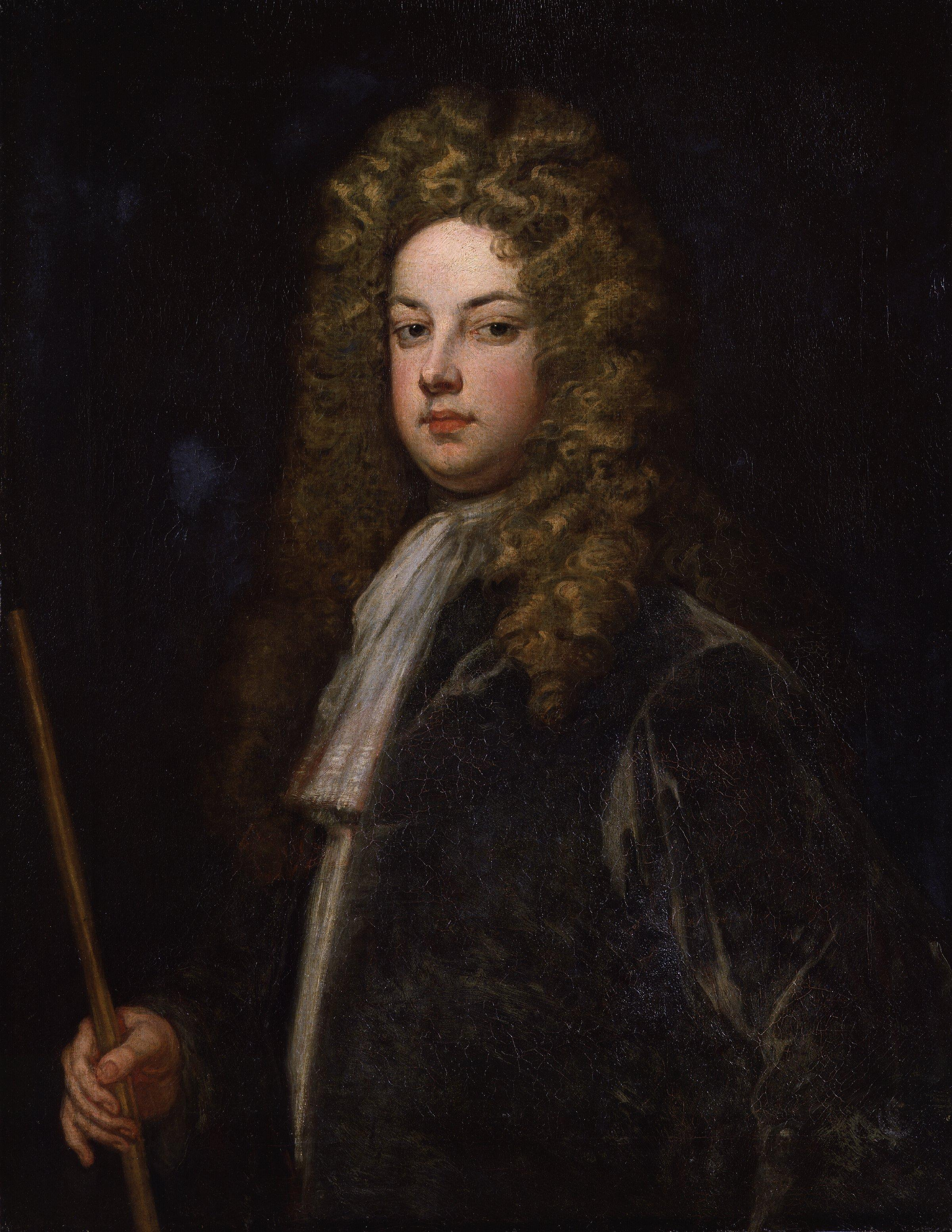
Hrabia Carlisle, pierwszy lord skarbu

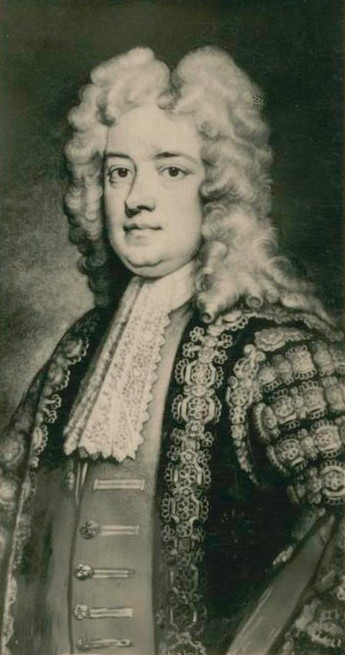
Robert Walpole, płacmistrz armii, pierwszy lord skarbu, kanclerz skarbu

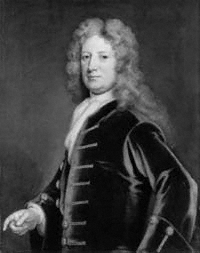
Markiz Wharton, lord tajnej pieczęci

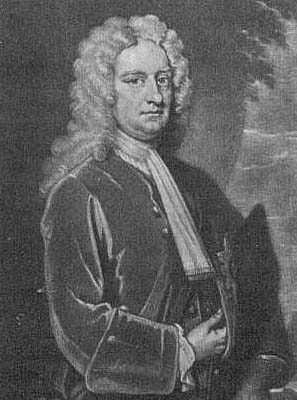
Hrabia Sunderland, lord namiestnik Irlandii, lord tajnej pieczęci

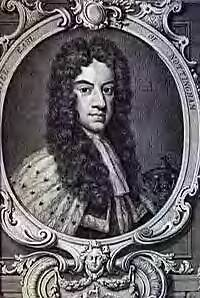
Hrabia Nottingham, lord przewodniczący Rady

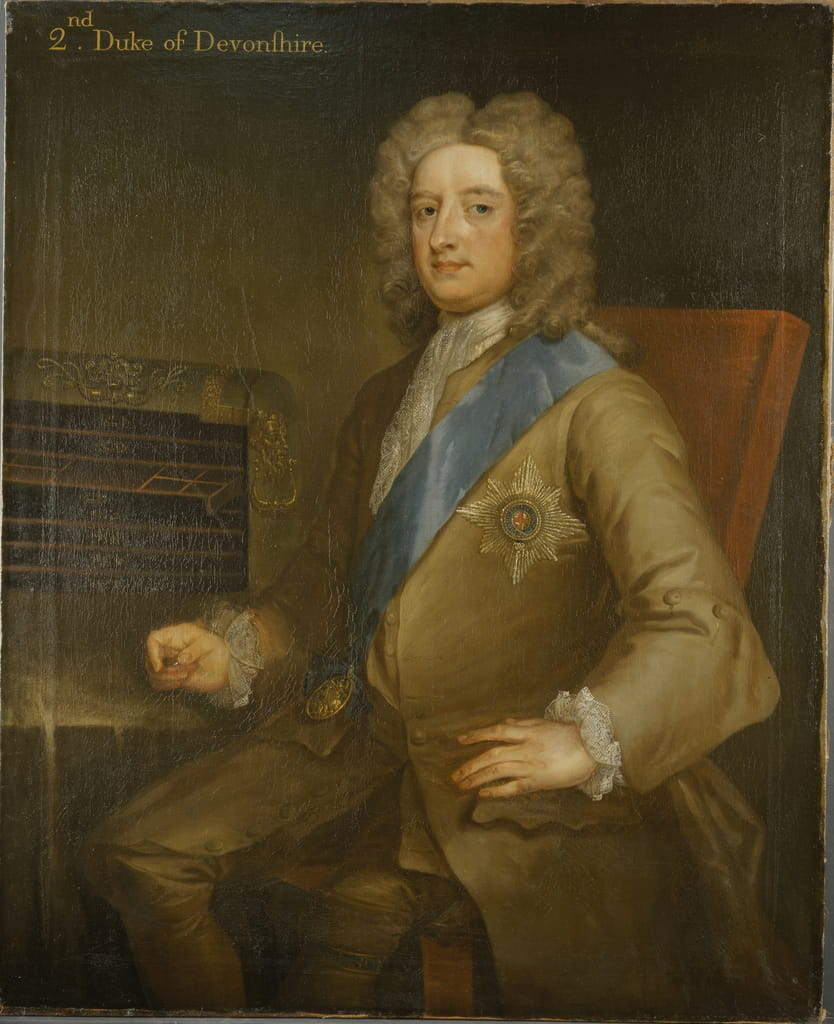
Książę Devonshire, lord przewodniczący Rady

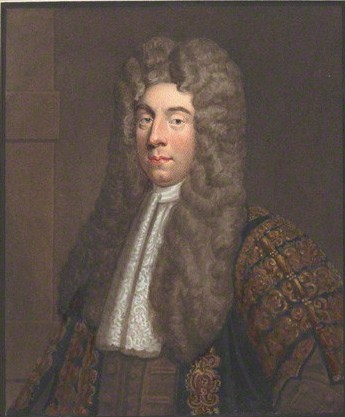
Richard Onslow, kanclerz skarbu

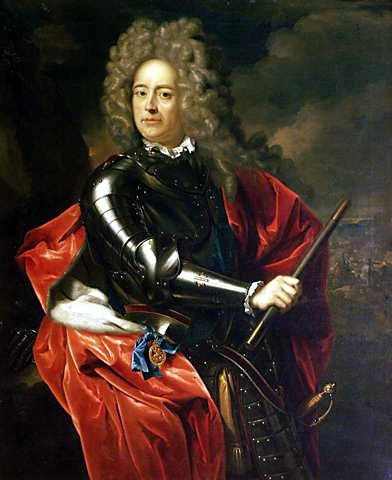
Książę Marlborough, generał artylerii

## Skład ministerium
| Urząd                              | Imię i nazwisko | Kadencja                           |
| ---------------------------------- | --- | ---------------------------------- |
| Minister północnego departamentu   | Charles Townshend, 2. wicehrabia Townshend James Stanhope                                                                               | 1714–1716 1716–1717                |
| Lord kanclerz                      | William Cowper, 1. baron Cowper | 1714–1717                          |
| Pierwszy lord skarbu               | Charles Montagu, 1. hrabia Halifax Charles Howard, 3. hrabia Carlisle Robert Walpole                                                    | 1714–1715 1715 1715–1717           |
| Lord tajnej pieczęci               | Thomas Wharton, 1. markiz Wharton urząd komisyjny Charles Spencer, 3. hrabia Sunderland Evelyn Pierrepont, 1. książę Kingston-upon-Hull | 1714–1715 1715 1715–1716 1716–1717 |
| Lord przewodniczący Rady           | Daniel Finch, 2. hrabia Nottingham William Cavendish, 2. książę Devonshire                                                              | 1714–1716 1716–1717                |
| Minister południowego departamentu | James Stanhope Paul Methuen | 1714–1716 1716–1717                |
| Kanclerz skarbu                    | Richard Onslow Robert Walpole | 1714–1715 1715–1717                |
| Generał artylerii                  | John Churchill, 1. książę Marlborough                                                                                                   | 1714–1717                          |
| Płacmistrz armii                   | Robert Walpole Henry Clinton, 7. hrabia Lincoln                                                                                         | 1714–1715 1715–1717                |
| Lord namiestnik Irlandii           | Charles Spencer, 3. hrabia Sunderland Charles Townshend, 2. wicehrabia Townshend                                                        | 1714–1717 1717                     |